# Polskokatolicyzm
Polskokatolicyzm – odmiana starokatolicyzmu oparta na polskich tradycjach religijnych i kulturalnych. W uproszczeniu polskokatolicyzm to treść nauczania Kościołów starokatolickich, całość przyjętych w nim zasad odnoszących się do wiary, moralności, życia religijnego i funkcjonowania Kościoła.
Kościoły polskokatolickie uznają genezę swojego powstania od istnienia Polskiego Narodowego Kościoła Katolickiego; łączy je wspólna linia sukcesji apostolskiej od strony tego Kościoła lub wspólna ciągłość historyczna.